# Vellozia taxifolia
Vellozia taxifolia är en enhjärtbladig växtart som först beskrevs av Carl Friedrich Philipp von Martius, Schult. och Julius Hermann Schultes, och fick sitt nu gällande namn av Carl Friedrich Philipp von Martius och Moritz August Seubert. Vellozia taxifolia ingår i släktet Vellozia och familjen Velloziaceae. Inga underarter finns listade.